# Elkalyce leechi
Elkalyce leechi är en fjärilsart som beskrevs av Forster 1941. Elkalyce leechi ingår i släktet Elkalyce och familjen juvelvingar. Inga underarter finns listade i Catalogue of Life.